# Ruth Jebet
Ruth Jebet, född den 17 november 1996 i Kosirai i Kenya, är en bahrainsk friidrottare.
Hon tog OS-guld på 3000 meter hinder i samband med de olympiska friidrottstävlingarna 2016 i Rio de Janeiro.. Hon har testades positivt för EPO 2018  och dömts till 4 års avstängning dvs till 2022.